# Hekla Park
Hekla Park er et idrætsanlæg beliggende på Lossepladsvej ved Amager Fælled, København, som består af to elleve-mands fodboldbaner. Anlægget blev officielt taget i brug den 9. august 2003  og benyttes primært til afvikling af fodboldkampe. Boldklubben Hekla, som idrætsanlægget er navngivet efter, spiller her deres hjemmebanekampe i lokalserierne under Københavns Boldspil-Union. Fodboldklubbens klubhus med omklædnings- og klubfaciliteter (bl.a stort fællesrum med bar) er tegnet af arkitekt Peter Voergaard og lokaliseret i den nordlige sektion.
Idrætsanlægget, en del af Team Sundby, er ejet af Vej & Park, mens administrationen og driften af anlæggets arealer og bygninger varetages af Fritid & Idræt-enheden under Kultur- og Fritidsforvaltningen og den politiske ledelse af Kultur- og Fritidsudvalget under Københavns Kommune siden 1. juli 2005. Anlægget blev forinden varetaget af en brugerbestyrelse (BB) og den selvejende institution Københavns Idrætsanlæg (KI), som er blevet kommunaliseret.
Fodboldbanerne, vest for Amager Fælled, er anlagt ovenpå en tidligere losseplads, hvorpå der er lagt et net mellem den oprindelige overflade og det nye muldlag og græslaget øverst. Boldbanerne lå allerede færdige i efteråret 2001, men grundet en fordyrelse af byggeriet af Boldklubben Heklas klubhus fra 3,7 millioner til i sidste ende 4,3 millioner fra entreprenørens side af blev byggeriet forsinket og anlægget først indviet halvanden år senere. Boldbanerne på Lossepladsvej var omfattet af Landskabs- og Plejeplanen for Amager Fælled for årene 1998 til 2003, som muliggjorde en forbedring af Amager Fælleds biologiske, landskabsmæssige og rekreative værdier. Dog er der endnu ikke blevet etableret offentlig transport til boldbanerne.
Banetiderne for de to fodboldbaner tilknyttet Hekla Park er allerede fuldt besat. Overfor Hekla Park, på den anden side af Lossepladsvej, er der blevet anlagt boldfælleder, som imidlertid ikke kan reserveres af foreninger, men kan anvendes på lige fod af både fodboldklubber i DAI-rækkerne, Boldklubben Hekla og andre borgere. Boldfællederne blev først taget i brug i 2004 og senere kommer et eventuelt klubhus til.

## Ekstern henvisning
- Hekla Parks hjemmeside Arkiveret 7. marts 2009 hos  Wayback Machine